# Семенистова, Анна Яковлевна
Анна Яковлевна Семенистова (1907, Лебединовка, Семиреченская область — неизвестно) — советская колхозница. Герой Социалистического Труда (1948).

## Биография
Анна Семенистова родилась в 1907 году в селе Лебединовка Пишпекского уезда Семиреченской области Туркестанского края (сейчас Аламудунского района Чуйской области Кыргызстана) в бедной крестьянской семье.
Получила начальное образование.
Трудилась батрачкой в чужих хозяйствах. В 1930 году вступила в колхоз «Гигант» в Ворошиловском районе. Работала в полеводческой бригаде, впоследствии возглавила звено, занимавшееся выращиванием сахарной свёклы.
В 1947 году звено Семенистовой с 2,2 гектара собрало сахарную свёклу с урожайностью 814 центнеров с гектара.
26 марта 1948 года Указом Президиума Верховного Совета СССР за получение высоких урожаев пшеницы, хлопка, сахарной свёклы в 1947 году получила звание Героя Социалистического Труда с вручением ордена Ленина и золотой медали «Серп и Молот».
Впоследствии звено Семенистовой продолжало демонстрировать высокие урожаи. По итогам работы в 1956 года получила орден «Знак Почёта».
Была депутатом Верховного Совета Киргизской ССР 3-го созыва (1951—1954).
Жила в Лебединовке.
Дата смерти неизвестна.
Награждена орденами Ленина (26 марта 1948), «Знак Почёта» (15 февраля 1957), медалями, в том числе «За трудовую доблесть» (16 мая 1949).